# 永春河
永春河，位于中华人民共和国云南省西北部地区的一条河流，是澜沧江左岸支流。源流称蚂蟥沟，发源于丽江市玉龙纳西族自治县鲁甸乡以西，作为玉龙县与迪庆藏族自治州维西傈僳族自治县之间的界河蜿蜒向南流，之后转西流，又称拖支河，至维西县永春乡政府驻地左纳庆福河后转西北流，干流始称“永春河”。经维西县城保和镇，于攀天阁乡新华村菖蒲底（苍浦底）以南折向西，最后于白济汛乡下河江桥以南汇入澜沧江。河长59.1千米，流域面积791.7平方千米，落差1853米，河道平均比降19.8‰。
根据2019年公布的《维西县人民政府关于金沙江（维西段）、澜沧江（维西段）、永春河、腊普河、青水江河、通甸河、择米洛河、妥洛河管理范围划定成果（初稿）》记载，则称永春河发源于维西傈僳族自治县马场段，河源高程约3400米，河流全长约62.5km。